# Young Steff
Young Steff é nome artístico de Stephen Goldsboro (7 de dezembro de 1988), cantor e compositor de R&B, hip hop e pop estadunidense.